# Yr Atal Genhedlaeth
Yr Atal Genhedlaeth är Gruff Rhys debutalbum. Albumet sjungs genomgående på kymriska.

## Spår
Alla låtar är skrivna av Gruff Rhys om inget annat anges
1. "Yr Atal Genhedlaeth" – 0:08
2. "Gwn Mi Wn" – 2:33
3. "Epynt" – 1:48
4. "Rhagluniaeth Ysgafn" – 2:55
5. "Pwdin Ŵy 1" – 1:42
6. "Pwdin Ŵy 2" – 3:13
7. "Y Gwybodusion" – 1:52
8. "Caerffosiaeth" – 2:58
9. "Ambell Waith" – 2:22
10. "Ni Yw Y Byd" – 3:56
11. "Chwarae'n Troi'n Chwerw" (Caryl Parry Jones) – 6:04

## Spåröversättningar
1. "Yr Atal Genhedlaeth" - okänt
2. "Gwn Mi Wn" – Ja, jag vet
3. "Epynt" - E för euro och 'pynt' är kymriska för pund
4. "Rhagluniaeth Ysgafn" – Må mitt öde vara ljust
5. "Pwdin Ŵy 1" – Äggpudding 1
6. "Pwdin Ŵy 2" – Äggpudding 2
7. "Y Gwybodusion" - De som vet
8. "Caerffosiaeth" – Kloakvattenslott
9. "Ambell Waith" – Ibland
10. "Ni Yw Y Byd" – Vi är världen
11. "Chwarae'n Troi'n Chwerw" - När pjäsen surnar